# Eupalindia
Eupalindia är ett släkte av fjärilar. Eupalindia ingår i familjen nattflyn.
Kladogram enligt Catalogue of Life:
| Eupalindia | \| \| Eupalindia magnifica \| \| \| \| \| \| Eupalindia rubrescens \| \| \| \| |
|            | \| \| Eupalindia magnifica \| \| \| \| \| \| Eupalindia rubrescens \| \| \| \| |
|            | Eupalindia magnifica                                                           |
|            |                                                                                |
|            | Eupalindia rubrescens                                                          |
|            |                                                                                |